# الا، الاپوژا
الا، الاپوژا (به انگلیسی: Ala, Alappuzha) یک منطقهٔ مسکونی در هند است که در کرالا واقع شده‌است.

## خصوصیات
الا ۱۴٬۰۵۷ نفر جمعیت دارد.